# Parametri di orientamento della Terra
In geodesia e astrometria, i parametri di orientamento della Terra (in inglese, abbr. EOP) descrivono le irregolarità nella rotazione del pianeta Terra sia come spostamento dell'asse di rotazione che come velocità di rotazione. Essi forniscono la trasformazione rotazionale dal Sistema di riferimento terrestre internazionale (in inglese, abbr. ITRS) al Sistema di riferimento celeste internazionale (in inglese, abbr. ICRS), o viceversa, in funzione del tempo.
La velocità di rotazione terrestre non è costante nel tempo, infatti ogni movimento di massa sulla Terra e/o al suo interno, provoca una variazione della velocità e dell'asse di rotazione, ma al fine di produrre variazioni evidenti nella rotazione, questi spostamenti devono derivare da una massa molto grande, come nel caso di correnti marine, maree o terremoti. Le simulazioni globali delle dinamiche dell'atmosfera, degli oceani e della terra vengono utilizzate per creare funzioni di momento angolare efficace (EAM) utili per prevedere cambiamenti nei parametri di orientamento.

## Componenti

### Tempo universale
Il tempo universale (UT1) segue la rotazione della Terra nel tempo che compie una rivoluzione in circa 24 ore. La rotazione della Terra non è uniforme, quindi l'UT non è lineare rispetto al tempo atomico. È praticamente proporzionale al tempo siderale, che è anche una misura diretta della rotazione terrestre. Il tempo di rivoluzione in eccesso è chiamato lunghezza del giorno (LOD). Il valore assoluto di UT1 può essere determinato utilizzando osservazioni geodetiche spaziali, come l'interferometria a lunghissima base e la telemetria laser lunare, mentre il LOD può essere derivato da osservazioni satellitari, come GPS, GLONASS, Galileo  e telemetria laser satellitare su satelliti geodetici.   Il LOD cambia a causa degli effetti gravitazionali dei corpi esterni e dei processi geofisici che si verificano nei diversi strati terrestri, quindi, la sua previsione è estremamente difficile a causa di eventi estremi come El Niño che si sono dimostrati nei segnali LOD. 

### Coordinate del polo
A causa del moto molto lento dei poli terrestri, il Polo delle Effemeridi Celesti (CEP, o polo celeste) non rimane immobile sulla superficie terrestre e perciò viene calcolato dai dati di osservazione, ne viene fatta la media, e quindi differisce dall'asse di rotazione istantanea per termini quasi diurni, che sono piccoli fino a meno di 0,01" (vedi  ). Nell'impostazione di un sistema di coordinate, un punto terrestre statico denominato Polo di riferimento IERS, o IRP, viene utilizzato come origine; l'asse x è nella direzione dell'IRM, il meridiano di riferimento IERS, mentre l'asse y è nella direzione di 90 gradi di longitudine ovest. x e y sono le coordinate del CEP rispetto all'IRP. Le coordinate dei poli possono essere determinate utilizzando varie tecniche di geodesia spaziale e satellitare, ad esempio, telemetria laser satellitare, interferometria a lunghissima base, tuttavia, le tecniche più accurate sono GPS, GLONASS e Galileo. 

### Spostamenti dei poli celesti
Gli spostamenti dei poli celesti sono descritti nei modelli di precessione e nutazione dell'IAU. Le differenze osservate rispetto alla posizione convenzionale del polo celeste definita dai modelli vengono monitorate e segnalate dall'IERS attraverso bollettini periodici. Gli spostamenti dei poli celesti possono essere ottenuti solo tramite VLBI. Il CPO (off-set del polo celeste) osservato può quantificare le carenze del modello di precessione-nutazione IAU2006/2000A, comprese le nutazioni forzate astronomicamente e una componente di nutazione considerata imprevedibile. Alcuni studi indicano che si sono verificati notevoli disturbi di ampiezza e fase dell'FCN (Free Core Nutation) in epoche prossime agli eventi GMJ (Geomagnetic Jerk) rivelati.  

## Determinazione
La determinazione di questi parametri viene effettuata da parte del Centro di Servizio Rapido e Previsione dell'IERS a distanza di un giorno all'altro, ciò comporta l'applicazione di correzioni sistematiche e ponderazioni statistiche. I risultati vengono pubblicati nel Bollettino A come anteprima, mentre nel Bollettino B vengono pubblicati con un ritardo di trenta giorni tra la data di pubblicazione e l'ultima data della soluzione standard.